# ゴーゴー♪こちら私立華咲探偵事務所。
『ゴーゴー♪こちら私立華咲探偵事務所。』（ゴーゴーこちらしりつはなさきたんていじむしょ）は、渡辺航による日本の漫画。『週刊コミックバンチ』（新潮社）において、2006年22・23合併号から2007年16号まで連載された。全39回。
「ムチャな女所長に新人がふり回される探偵もの」をコンセプトとしたコメディ作品となっている。単行本は全4巻。連載の前に読み切り版が掲載されたが、その際にはタイトルに「こちら」が付いていなかった。
2012年には『はなたん ～華咲探偵事務所～』のタイトルで新装版（全3巻）が刊行されており、『月刊コミック@バンチ』（同社）2012年7月号から9月号までこれを記念した描き下ろしの特別編が掲載された（描き下ろし分についても新装版に収録）。
2023年には上記新装版をベースに『はなたん ーココは華咲探偵事務所ー』として『少年チャンピオン・コミックス』（秋田書店）の電子書籍として刊行、単行本と同じ全3巻のほかに、全39話を1話ずつ分冊した分冊版も展開している。

## 物語
小さな町にある私立華咲探偵事務所。しかし、事務所局長の華咲サヤはでかい仕事以外は依頼を断るというワガママ者だった。そんな探偵事務所に就職した新人の小金田一耕太郎は、華咲や所員たちに振り回されっぱなし。立派な探偵になることを夢見て就職したのに、探偵らしいことは一切しない華咲に楯突くが、結果的には華咲たちが関わった事件はいつも解決してしまうから、耕太郎は納得してしまうのだった。

## 登場人物

### 華咲探偵事務所
華咲サヤ（はなさき さや）
華咲探偵事務所局長。本名、華咲サヤ子（偽名に大した意味はないらしい）。23歳。かつては天才探偵少女と呼ばれていたころもあり、18歳の時に華咲探偵事務所を設立。夢はハードでエキサイティングでモエモエな仕事をこなすこと。エキサイティングじゃない依頼は断っている（そのため事務所は経営難で借金をしており、主な収入は高杉と山田の副業）が最近は耕太郎の説得でたまには引き受けることも。愛読書はジャンプ、英字新聞。回転に弱く飛行機が苦手。整理整頓が苦手だが、本人は出来ていると思っている。奇妙な探偵グッズを通販で買うのが趣味。太ると別人のような容姿になり、ロリ系キャラと化す（性格も多少変わり、子供っぽくなる）。痩せると元に戻った。太りやすい体質らしい。喧嘩っ早く、また凄まじく強い。恋愛や異性に関しては疎く、耕太郎を異性として扱っていない。
小金田一耕太郎（こきんだいち こうたろう）
探偵に憧れ華咲探偵事務所に入った新人。周囲になかなか名前を覚えてもらえず、名探偵の「金田一耕助」に「小」をつけて最後を「太郎」に……と説明するが、「小太郎」などと略されて呼ばれてしまう。サヤには「新人」と呼ばれていて、いつも振り回されている。しおりに好意をよせている。真面目で正義感の強い性格で恋愛経験はほぼ皆無。しかしややロリコンの気があり、太ったサヤにときめいてしおりへの想いが揺らいでしまう。
知里巻まひろ
華咲探偵事務所所員。人の名前を全く覚えられず、耕太郎どころか高杉や山田の名前も間違える。語尾がいつも「っス」。サヤとはもともと友達だった。花が好き。
高杉俊作（たかすぎ しゅんさく）
華咲探偵事務所所員。気配を消したり人の心理を読む天才。人柄がよく耕太郎からも尊敬されている。普段はデイトレで事務所の屋台骨を支えている。実は探偵としても凄まじく有能な人物で、華咲探偵事務所設立以前は別の探偵事務所に所属していた。女たらしな面もある。
山田陵善（やまだ）
華咲探偵事務所所員。指先の天才。彼に直せない機械は存在しない。だか、パワーアップするなど少々やりすぎることもある。姫という娘がおり溺愛している。現在の妻との関係は不明。普段はパチスロで事務所の屋台骨を支えている。
七瀬しおり（ななせ -）
華咲探偵事務所アルバイト所員。初登場の第2話の時点で19歳。内向的な女性だったが、町の本屋でサヤがジャンプを値切っている姿を見て、自分には出来ないことをしているサヤを理想の女性だと思い、自分を変えて欲しいという依頼をする。サヤは引き受けるが結局は見た目のかわいらしさと店などでサービスを受けやすい特技を利用されているだけだった。しかし結果的にはサヤのおかげで変わることができた。その後アルバイトとして華咲探偵事務所で働くことに。その際サヤに「お得割引娘」と名づけられた。20歳になったら原付を運転してもよいと勘違いし、街中を暴走したことがある。母親（七瀬かるた）は医師で4人兄弟（七瀬たんざく、七瀬こより、七瀬ひしもち）の長女。父親は未登場。巨大ロボ「バンタム」の操縦に意外な才能を見せる。
ジャスティス
忠実な相棒が欲しいというサヤの思いつきによりスーパーの前につながれていたのを「拾ってきた」犬（ブルテリア）。ジャンプを買わせに行かせるが買うことが出来ずサヤに駄犬といわれる。しおりの希望もあり耕太郎とサヤの3人で本来の飼い主から譲ってもらう交渉をするがサヤのせいで断られてしまう。しかし自ら鎖を引きちぎって事務所に戻ってきたため飼うことになった。元の飼い主からはあまり大切にされていなかった。そのころの名前はティル。コロッケが好物。
野武くん（のぶくん）
クマのぬいぐるみ。元々は事務所が借金をしている「野武士銀行」のマスコットキャラらしい。ドングリアタマに引きちぎられ壊されていたのをまひろが補修し事務所のマスコットに。
野々原右左子（ののはら うさこ）
万集院家メイド局から教育して欲しいと華咲探偵事務所に預けられた少女。17歳。のちに事務所のメイドとして臨時にメンバー入りする。なぜかいつも制服を着ている。
魚崎 （うおざき）
華咲探偵事務所設立当時にいた所員。耕太郎が入所した時には既に事務所を離れていた。まひろがサヤ以外に唯一名前を覚えていた人物である。通販会社「スパ通」にスパイとして1年以上潜伏しのちに華咲探偵事務所に帰ってきた。サヤが不在の間、局長代理となる。まひろの婚約者でもある。

### 野武士銀行取立局
佳名芝由緋（かなしば ゆうひ）
野武士銀行取立局の局長。どことなくアスラン・ザラに似た美少年。体が弱いのかすぐに血を吐く。思い込みが激しく周りを巻き込む迷惑な人物。中国で作られたらしいガンダムに似たロボット『ブラウニー』に乗りこみ探偵事務所を襲ったこともある。雰囲気作りのために自由に肩や腕などを負傷させることも出来る。
ドングリアタマ
野武士銀行取立局の副長。ドングリアタマはあだ名で1話から登場しているのに正式な名前が無い。上司である局長にはタメ口でツッコんでいる（おそらく局長より年上だと思われる）。その特徴的過ぎる髪型のセット代は一回24000円。

### その他
青山海美（あおやま うみ）
華咲探偵事務所に恋の相談をしに来た依頼者。物凄い巨乳だが水泳のおかげでついた筋肉と勘違いしている。
滝沢太一（たきざわ たいち）
青山海美が好意をよせている人物。本屋で働いている。

## 単行本
『ゴーゴー♪こちら私立華咲探偵事務所。』（バンチコミックス、新潮社、全4巻）
1. 2006年10月発行、ISBN 4-10-771296-6
2. 2006年12月発行、ISBN 4-10-771306-7
3. 2007年4月発行、ISBN 4-10-771329-6
4. 2007年4月発行、ISBN 4-10-771330-X

『はなたん ～華咲探偵事務所～』（バンチコミックスDX、新潮社、全3巻）
1. 2012年7月発行、ISBN 978-4-10-771672-9
2. 2012年8月発行、ISBN 978-4-10-771676-7
3. 2012年9月発行、ISBN 978-4-10-771681-1

## 電子書籍
『はなたん ―ココは華咲探偵事務所ー』（少年チャンピオンコミックス、秋田書店、全3巻、分冊版39話）

## 収録エピソード一覧
新装版である『はなたん ～華咲探偵事務所～』（全3巻、2012年）の収録エピソードを示す。
初出誌は特記なき場合は『週刊コミックバンチ』。
| 巻 |                 | サブタイトル                | 初出                                      | 備考   |
| -- | --------------- | --------------------------- | ----------------------------------------- | ------ |
| 1  | Mission.01      | 私立華咲探偵事務所          | 2006年22・23合併号                        |        |
| 1  | Mission.02      | サングラスの奥に            | 2006年24号                                |        |
| 1  | Mission.03      | 見えざる絆                  | 2006年25号                                |        |
| 1  | Mission.04      | その名はジャスティス!!      | 2006年26号                                |        |
| 1  | Mission.05      | 地図の向こうにある願い      | 2006年27号                                |        |
| 1  | Mission.06      | 空に近い所で                | 2006年28号                                |        |
| 1  | Mission.07      | 花とまひろと                | 2006年29号                                |        |
| 1  | Mission.08      | 人にやさしく                | 2006年30号                                |        |
| 1  | Mission.09      | 銀の翼で飛べ（前編）        | 2006年32号                                |        |
| 1  | Mission.10      | 銀の翼で飛べ（後編）        | 2006年33号                                |        |
| 1  | Mission.11      | 夏の薄着に胸おどる（前編）  | 2006年34号                                |        |
| 1  | Mission.12      | 夏の薄着に胸おどる（後編）  | 2006年35号                                |        |
| 1  | Mission.13      | 一日運び屋                  | 2006年36号                                |        |
| 1  | Special Mission | ホカホカのコロッケと姫      | 『月刊コミック@バンチ』2012年7月号        |        |
| 2  | Mission.14      | 夏!! 海!! 水着!!            | 2006年37・38合併号                        |        |
| 2  | Mission.15      | 華咲サヤの部屋              | 2006年39号                                |        |
| 2  | Mission.16      | 華咲サヤの風呂              | 2006年40号                                |        |
| 2  | Mission.17      | 天才探偵少女                | 2006年41号                                |        |
| 2  | Mission.18      | 誕生日にクマと出会った♪     | 2006年42号                                |        |
| 2  | Mission.19      | 暴走しおりちゃん            | 2006年44号                                |        |
| 2  | Mission.20      | 不可能任務を追え!           | 2006年45号                                |        |
| 2  | Mission.21      | 小金田一の苦悩              | 2006年46号                                |        |
| 2  | Mission.22      | 肥えてゆけ、秋の高き空を    | 2006年47号                                |        |
| 2  | Mission.23      | サルベージ                  | 2006年48号                                |        |
| 2  | Mission.24      | 登場!! 局長その血と共に     | 2006年49号                                |        |
| 2  | Mission.25      | 由緋、戦いの果て            | 2006年50号                                |        |
| 2  | Mission.26      | その心とき放てジャスティス  | 2006年51号                                |        |
| 2  | Mission.27      | 制服きたまま                | 2006年52号                                |        |
| 2  | Mission.27.5    | ひねくれ! うさうさうさ子!   | 初刊版第3巻（2007年4月発行）描き下ろし    |        |
| 2  | Special Mission | ほめられジャスティス        | 『月刊コミック@バンチ』2012年9月号        |        |
| 3  | Mission.28      | 発進!! 宇宙戦艦ラフレシア!! | 2007年1・2合併号                          |        |
| 3  | Mission.29      | 紅に染まる宇宙              | 2007年3号                                 |        |
| 3  | Mission.30      | お正月に会いにきました      | 2007年5・6合併号                          |        |
| 3  | Mission.31      | 好きだと言え                | 2007年7号                                 |        |
| 3  | Mission.32      | 凶悪なる陰謀!               | 2007年8号                                 |        |
| 3  | Mission.33      | 追跡!! スパイ通販社         | 2007年9号                                 |        |
| 3  | Mission.34      | 迷宮!! そして嵐の海に       | 2007年10号                                |        |
| 3  | Mission.35      | 圧勝!! 華咲探偵事務所       | 2007年11号                                |        |
| 3  | Mission.36      | 再会!! いとしきその胸で     | 2007年12号                                |        |
| 3  | Mission.37      | チョコっとラブ              | 2007年14号                                |        |
| 3  | Mission.38      | さよならと言わずに          | 2007年15号                                |        |
| 3  | Mission.39      | 華咲サヤその永遠なる願い    | 2007年16号                                |        |
| 3  | Rare Mission    | ゴーゴー♪私立華咲探偵事務所 | 増刊コミックバンチ 北斗の拳トリビュート号 | 読切版 |
| 3  | Special Mission | 飛べ! ネコティス            | 『月刊コミック@バンチ』2012年8月号        |        |

28話・29話は本編とは時間的つながりのない、宇宙空間を舞台にした番外編となっている。